# Gennaro Cantiello
Gennaro Cantiello (Formicola, 16 giugno 1938 – Alessandria, 10 maggio 1974) è stato un militare italiano, brigadiere del Corpo degli Agenti di Custodia, che rimase ucciso nell'adempimento del dovere durante una rivolta nel carcere di Alessandria e per questo gli fu assegnata la Medaglia d'Oro al Valor Militare alla Memoria.

## Biografia
Mentre prestava servizio presso il Centro Penitenziario di Alessandria il 9 maggio 1974 venne preso tra gli ostaggi, catturati dai detenuti in rivolta. Durante la rivolta, nonostante avesse le mani legate da filo di ferro e sotto tiro da parte dei rivoltosi, riuscì a mettere in salvo il medico del carcere, gravemente ferito. Dopo quest'atto, ritornò volontariamente nel carcere, per unirsi agli altri ostaggi nel tentativo di calmare gli animi (i reclusi in rivolta minacciavano l'uccisione di altri ostaggi se Cantiello non si fosse riconsegnato a loro), ma nell'epilogo della vicenda perse la vita assieme all'appuntato Sebastiano Gaeta.

## Riconoscimenti
- È stato riconosciuto come "Vittima del Dovere"[3] dal Ministero dell'Interno.
- Alla sua memoria è stata chiamata una motonave della Polizia penitenziaria adibita al collegamento tra Porto Torres e l'isola dell'Asinara, dov'era ubicato un carcere di massima sicurezza.
- Il 16 maggio 2009 nel Comune di Formicola si è tenuta la "Prima edizione del premio letterario artistico per ragazzi in memoria di Gennaro Cantiello".